# Walfang in Tasmanien

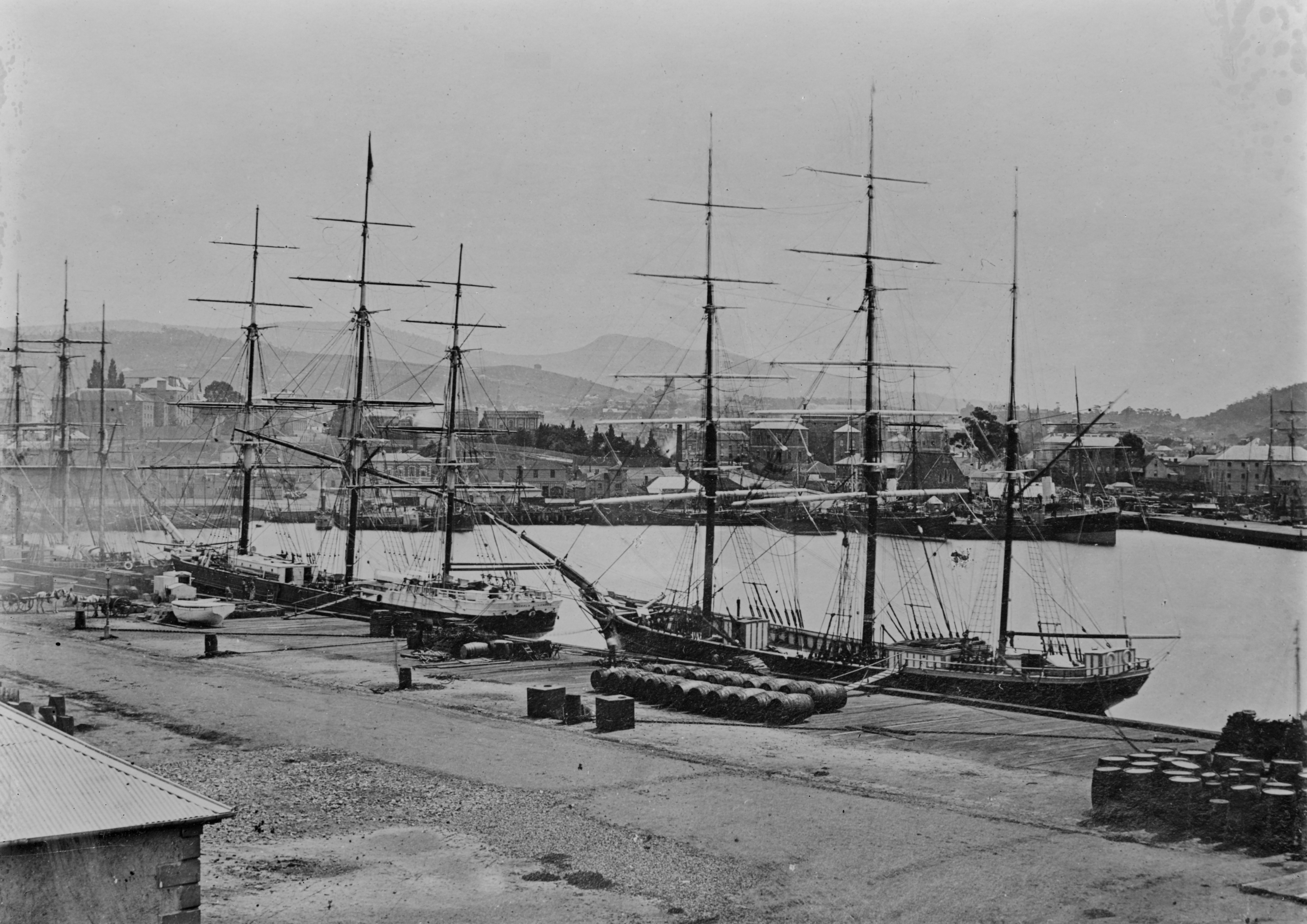
Die Herriet McGreggor, 1871 in Hobart gebaut, transportierte Walöl und andere Güter von Hobart nach London (siehe auch die Fässer im Vordergrund). Links liegt die Wagoola.

Der Walfang in Tasmanien (Van-Diemens-Land) war zu Beginn der europäischen Kolonisierung bis zur Mitte des 19. Jahrhunderts das Zentrum der Walfang-Industrie in der südlichen Hemisphäre.
Hobart, die spätere Hauptstadt Tasmaniens, lag nah an der Route, auf der die Wale aus der Antarktis in südliche und wärmere Gewässer wanderten, und bot damit für den Walfang gute Voraussetzungen.
Mitte der 1830er Jahre erreichte die Walfängerei in Tasmanien mit 32 an der Küste gelegenen Walfangstationen ihren Höhepunkt. Damit war sie damals bedeutendste Industrie Tasmaniens.

## Gründung

### Anfänge
Die britische Kolonisierung Tasmaniens begann im Jahr 1803. Die erste Siedlung Risdon Cove wurde von Europäern am Derwent River aufgebaut. Bereits damals erlegte der Walfänger Albion drei Wale in der Great Oyster Bay, der erste Walfang Tasmaniens. Um diese Naturressource auszubeuten, wurde auf der Nordseite am Eingang zur Ralph Bay eine Walölkocherei aufgebaut und im September 1805 nahm ein britischer Frachter eine Ladung Walöl auf. Der Handel mit Produkten aus Kolonien war allerdings durch das Monopol der British East India Company im Pazifik eingeschränkt, denn es durften nur Frachtschiffe kleiner 350 Tonnen bis ins Jahr 1819 Walöl direkt nach England transportieren. Auch die örtlich zuständige Kolonialverwaltung verlangte Transport- und Hafengebühren für Walöl, was 1824 abgeschafft wurde. In der Zeit von 1823 bis 1825 wurde der Direkthandel nach England an die üblichen Handelsbedingungen für alle Handelstreibenden angepasst, soweit sie den Interessen der britischen Regierung entsprach.
Die Gewässer um Hobart wie das Derwent-Ästuar, die Storm Bay und Frederick Henry Bay waren die ersten Walfangziele. Die erste Walfangstation wurde 1824 auf Slopen Island and Maria Island aufgebaut, 1826 folgten die Stationen an der Adventure Bay und auf Bruny Island. In den frühen 1830er Jahren kamen Walfangstationen an der Recherche Bay/Southport Lagoon nahe am Eingang zum D’Entrecasteaux-Kanal hinzu wie auch an der Spring Bay an der Ostküste. Die Spring Bay hatte sechs aktive Walfangstationen und es soll vier weitere gegeben haben. In den Jahren von 1829 bis 1839 wurden etwa 3000 Südkaper erlegt. In den Walfangstationen arbeiteten Tausende nieder gelassene Europäer und Ausländer, je Walfangstation an der Küste wurden 20 bis 30 Menschen beschäftigt. In der Hochzeit der tasmanischen Walfängerei gab es 34 Walfänger-Schiffe, die alle in Hobart stationiert waren.

### Veränderte Rahmenbedingungen
Die Kolonialregierung verlangte von allen Walfangstationen Tasmaniens Gebühren, die auf Kronland lagen. Die geringen Löhne und die schlechten Arbeitsbedingungen beim Walfang führten dazu, dass 1838 ein Gesetz zur Regulierung der Walfangindustrie verabschiedet wurde. Diese Entwicklung führte auch dazu, dass Gebiete, die für die Sträflingsunterbringung reserviert waren, als Walfangstationen verwendet wurden. 1833 stellte sich heraus, dass die von der Van Diemen's Land Company gegründete Walfangstation am Circular Head an der Nordwestküste in zwei Walfangperioden lediglich einen einzigen Wal erlegte. Ferner wurde der Wettbewerb stärker, weil ab 1828 in Victoria und South Australia ebenfalls Walfangstationen errichtet wurden.

## Walfangende
In der Mitte der 1830er Jahre erreichte Tasmanien mit 32 Walfangstationen ihren Höhepunkt. 1837 betrug der Wert von Walöl und Fischbein mehr £ 135 000 und £ 100 000 jährlich in den drei folgenden Jahren. Mitte der 1840er Jahre endete der Boom. In den 1840er Jahren erlebte Australien die erste Wirtschaftskrise mit der Folge, dass die Preise für Walprodukte fielen und zahlreiche Walfangstation schließen mussten, bis die Zahl letztlich in den späteren 1850er Jahren auf drei oder 4 aktive Stationen in abseits gelegenen Gebieten wie Port Davey absank. In der Zwischenzeit hatte sich der Handel mit Weizen und Schafen in Tasmanien entwickelt und bot bessere Marktchancen als der Verkauf von Walprodukten,  insbesondere weil das Walöl aus anderen Fanggebieten wesentlich preiswerter war.
Von 1830 bis 1900 waren 103 Walfänger auf See, ein Teil davon wurde in Tasmanien hergestellt. In den 1870er und 1880er Jahren begann der Niedergang der tasmanischen Walfängerei, weil der Walfang in der Öffentlichkeit diskriminiert wurde, die Wirtschaft niederging, die Preise fielen und weil der Hafen von Hobart für den Walfang nicht mehr optimal war. Am 22. Februar 1900 verließ die Helen als letzter Walfänger den Hafen von Hobart.